# Олару, Костикэ
Костикэ Олару (рум. Costică Olaru; 1 августа 1960, Сомова) — румынский гребец-каноист, выступал за сборную Румынии в середине 1980-х годов. Бронзовый призёр летних Олимпийских игр в Лос-Анджелесе, чемпион мира, победитель многих регат республиканского и международного значения.

## Биография
Костикэ Олару родился 1 августа 1960 года в коммуне Сомова, жудец Тулча.
Первого серьёзного успеха на взрослом международном уровне добился в 1983 году, когда попал в основной состав румынской национальной сборной и побывал на чемпионате мира в финском Тампере. Завоевал здесь золотую медаль в зачёте одноместных каноэ на пятистах метрах и серебряную в одиночках на тысяче, проиграв в финале советскому гребцу Василию Берёзе.
Благодаря череде удачных выступлений удостоился права защищать честь страны на летних Олимпийских играх 1984 года в Лос-Анджелесе — участвовал в гонках одиночных каноэ на дистанциях 500 и 1000 метров, в первом случае выиграл бронзовую медаль, уступив в решающем заезде канадцу Ларри Кейну и датчанину Хеннингу Люнге Якобсену, во втором случае показал в финале пятый результат, немного не дотянув до призовых позиций. При всём при том, страны социалистического лагеря по политическим причинам бойкотировали эти соревнования, и многих сильнейших спортсменов из ГДР, Восточной Европы и СССР здесь попросту не было.
Вскоре после Олимпиады в Лос-Анджелесе Олару принял решение завершить карьеру профессионального спортсмена.